# Subsimplicia
Subsimplicia là một chi bướm đêm thuộc họ Erebidae.